# Lonicera oreodoxa
Lonicera oreodoxa là một loài thực vật có hoa trong họ Kim ngân. Loài này được Harry Sm. ex Rehder mô tả khoa học đầu tiên năm 1942.